# 亚女星
亚女星（67 Asia）是第67颗被人类发现的小行星，于1861年4月17日发现。亚女星的直径为58.1千米，质量为2.1×1017千克，公转周期为1376.048天。
亞女星以希臘神話的俄刻阿尼得斯亞夏命名。